# ジェームズ・ブリー
ジェームス・ブリー（James Bree、1997年12月11日 - ）はイングランド・ウェイクフィールド出身のサッカー選手。ポジションはディフェンダー。

## 経歴
地元クラブでプレーをはじめ、2009年にバーンズリーFCの下部組織に入団。2014年5月のクイーンズ・パーク・レンジャーズFC戦で、クラブ史上2番目に若いデビューを飾った。
2017年1月、アストン・ヴィラFCに4年契約で完全移籍。2020年9月、ルートン・タウンFCに完全移籍。
2023年1月26日、サウサンプトンFCに移籍し、3年半契約を結んだ。